# ドルビーラボラトリーズ

現在のドルビーラボラトリーズのロゴ

ドルビーラボラトリーズ（英語：Dolby Laboratories, Inc.）は、映画、テレビ、記録メディアその他の音響記録・再生技術の研究、開発を行う米国の企業である。現在、サンフランシスコ（本社）、バーバンク、ニューヨーク、ロンドン、東京他にオフィスを持つ。

## 概要
高校時代、アンペックス社でアルバイトをしたことがきっかけで、以来音響研究一筋60年の米国人技術者レイ・ドルビー博士が、1965年にノイズリダクション技術の研究所をロンドンに設立。彼はまた、初期のビデオテープレコーダであるアンペックス社の2インチVTRの開発において、オーディオ記録再生技術を担当した。
同社は装置製造だけでなく、開発した技術を他社に積極的にライセンスすることで収入を得るビジネスモデルを採用している。MPEG-AACのライセンス供給者の1社でもある。

## ドルビーエンコードの映画
映画の音響再生で、臨場感を高めるため聞き手の周囲を包む音場を再生する技術で主導的な地位を占める。ドルビーサラウンド、ドルビーデジタル、ドルビープロロジック、ドルビーアトモスなど各種の方式がある。これらの再生にはそれぞれ専用の再生機（デコーダー）が必要になる。
- 1971年に公開された、スタンリー・キューブリック監督の『時計じかけのオレンジ』が初のドルビーのノイズリダクション技術を採用した映画となる。エンドクレジットにも記載されているが、商標のドルビーマークは当時存在しなかった。
- 1974年に公開された「CALLAN」で、ドルビーAが映画フィルムに本格採用された。
- 1975年に公開された「リストマニア」で、ドルビーステレオと技術的にはほぼ同じものである山水電気製のQSマトリックスによる3ch(左右センター）音源出力が採用された。
- 1976年に公開された「スター誕生 (1976年の映画) 」でドルビーステレオが採用された。ただし、本格的にドルビーステレオが普及するきっかけになったのは「スター・ウォーズ」である。
- QS マトリックスの技術がドルビーステレオ内で完全廃止・リニューアルされてリリースされた最初の作品は1979年の「Hair」、「Hurricane」である。
- 日本映画では、1981年8月8日に劇場公開された東宝製作・配給の特撮戦争大作映画『連合艦隊』で、初めてドルビー・ステレオ方式の音響が採用された。なお、『連合艦隊』で採用されたドルビー・ステレオの音響は、4チャンネル・ドルビー・ステレオ（アナログ）方式である。
- 初のドルビーデジタル採用の映画は、1992年に公開された『バットマン・リターンズ』である。
- 初のドルビーデジタルサラウンドEX採用の映画は、1999年に公開された『スター・ウォーズ エピソード1/ファントム・メナス』である。
- 初のドルビーサラウンド7.1採用の映画は、2010年に公開された『トイ・ストーリー3』である。
- 初のドルビーアトモス採用の映画は、2012年に公開された『メリダとおそろしの森』である。
- 初のドルビービジョン＆ドルビーシネマ採用の映画は、2015年に公開された『トゥモローランド』である。

## 主な技術・製品

### 音響用雑音低減方式

#### 業務用
Dolby A NR
20～20,000Hzを4分割して、各帯域で圧縮、伸張を行う。これにより、約10～15dBのS/N比の改善が得られる。
ドルビーSR NR
Dolby A NR、Dolby B NR、Dolby C NRの欠点を解消した。現在も映画上映用フィルムのアナログトラックに用いられている。

#### 民生用
Dolby B NR
民生用の普及機種向け
Dolby A NRの簡略版で、民生用の標準的なノイズリダクションシステムとして普及した。
Dolby C NR
民生用の上位機種向け
Dolby B NRの2倍の効果を持ち、対象音域は中音域にまで拡張された。
Dolby S NR
民生用の最上位機種向け
Dolby C NRを改良したノイズリダクションシステム
Dolby B NRを用いた簡易再生が可能だが、1990年という音楽メディアのデジタル化が加速した時代に発表されたため、採用例は稀少である。

### 録音時の高域特性を改善する技術
Dolby HX
後述するDolby HX PROの前身となる技術で、コンパクトカセットにおける高域周波数のダイナミックレンジを向上させるもので、10kHz付近の高域周波数が改善される（ノーマルポジション用テープを使用した場合）。
Dolby HX PRO
磁気テープに音声をアナログ録音する際は、「交流バイアス方式」が用いられる。これは音声信号に105kHz～210kHzの「バイアス電流」を重畳させて録音するもので、これにより周波数特性とS/N比が大幅に改善される。ところが音声信号に含まれる高域成分は自らバイアス電流として働き、周波数特性を微妙に変化させてしまう。Dolby HX PRO は、音声信号の高域成分の量に合わせてバイアス電流の量を常に変化させ、実効上のバイアス電流を一定に保つものである。Dolby HX PRO はノイズリダクションと異なり原理的に録音時にのみ働く機能である。したがってこの機能をONにして録音されたテープはどのプレーヤーでも再生でき、かつ Dolby HX PRO の効果は現れる。

### 音響高効率符号化方式
音響の高効率符号化(圧縮)方式として、1980年代から研究を行う。
AC-3
米国の地上デジタルテレビジョン放送（DTV）やDVD-Videoに採用されている。
AAC（Advanced Audio Coding）
AC-3に代わる次世代の高効率符号化方式。
MPEG-2 AACは主に日本のBSデジタル放送と地上デジタル波放送及びSD-Audioに採用されている。
MPEG-4 AACは、米Appleのアプリケーション『QuickTime』や『iTunes』をはじめ、デジタルオーディオプレーヤー『iPod』やソニー・コンピュータエンタテインメントの『PlayStation Portable』などに利用されている。
MLPロスレス
DVDオーディオに採用されたロスレス（可逆型）の圧縮技術。
ドルビーデジタルプラス (Enhanced AC-3またはE-AC-3)
ドルビーデジタルの後継となる規格。HD DVDの必須音声方式、ブルーレイディスクのオプション音声方式として採用されている。最大7.1chサラウンド。
ドルビーTrueHD
Blu-ray Disc、HD DVDよりさらに次の世代の高精細光ディスクを見据えた可逆圧縮音声規格。96kHz/24bitでは最大7.1chサラウンド、192kHz/24bitでは最大5.1chサラウンドまで記録できる。
DOLBY AUDIO
ドルビーデジタル、ドルビーTrueHD、ドルビーデジタルプラスの総称。2018年ごろから再生機種でもこの名称を従来の三者に替わって統一して使うようになっている。
DOLBY ATMOS for Home

ドルビーアトモスをHDMI端子から直接出力できる規格の名称。

### 映画のアナログサラウンド記録再生方式
ドルビーステレオ（アナログ）
センター、左、右、リアの4.0chサラウンドをフィルムにアナログで2.0chステレオ記録する技術。つまり技術的にはドルビーサラウンド（ドルビープロロジックII）と同じである。一部の規格の70mmフィルムではドルビーデジタルと同じ5.1chの直アナログ出力が可能となっていた。
ドルビーステレオSR、ドルビースペクトラルレコーディング（Spectral Recording 略：ドルビーSR）（アナログ）
ドルビーステレオで行われていたノイズリダクション効果を強力にし、記録音域もさらに広げて音響のクオリティを向上させている。

### 映画のデジタルサラウンド記録再生方式
DOLBY DIGITAL
ドルビー社の音声高効率符号化方式であるAC-3を使った記録方式。AC-3とドルビーデジタルは同じ意味である。ドルビーSRDとも呼ばれる。1chモノラルからマルチチャンネルまで幅広いチャンネルに対応している（ドルビーデジタルは5.1chを指していると思われることがあるが、これは誤りである）。映画フィルムの場合、音声のデジタル情報を二次元コード化し、フィルムのパーフォレーションとパーフォレーションの間に光学的に記録する。DVDの容量上の都合から、DVDの2ch音源はほとんどがドルビーデジタルになっている傾向にある。
ドルビーデジタルサラウンドEX
家庭用機器ではドルビーデジタルEXと呼ばれる。5.1chトラックの中に、真後ろの方向にあたるサラウンドバック（リアセンターとも言う）チャンネルの音声情報を追加して6.1chサラウンド再生を可能とした方式である。サラウンドバックチャンネルの音声は左右サラウンドトラックにマトリックスエンコード処理することによって記録する。再生時はマトリックスデコード処理でサラウンドバックチャンネルを取り出し、サラウンドバックスピーカーで再生する。上位互換性があるのが特徴で、ドルビーデジタルEX非対応で5.1ch再生環境の場合は5.1chサラウンドとして再生される。この場合サラウンドバック音声は左右サラウンドスピーカーから再生される事になるため、音声情報の欠落は発生しない。
DTSにも「DTS:ES Discrete」と「DTS:ES Matrix」と呼ばれる同等の規格が存在するが、こちらは音声信号の自動識別に対応し、Discreteは音声信号を直接6.1chのまま伝送できる。
DOLBY SURROUND 5.1

　劇場向けのドルビーデジタル5.1ch。
DOLBY SURROUND 7.1
8チャンネルのディスクリート音声を使用し、5.1ch音声に新しい2つの独立チャンネルを追加した7.1chサラウンド音声。3D映画に対応。この規格が誕生するまでの間、劇場で7.1ch音源を視聴できる方法は存在せず、家庭用のBlu-ray Discのみであった。
DOLBY ATMOS for Theater

### 映画のデジタル上映方式
ドルビーデジタルシネマ
従来のフィルムプリントをデジタルデータに置き換え、色彩表現の向上、ディテール再現、デジタルサラウンドを可能とした上映技術。
ドルビー3Dデジタルシネマ
DLPデジタルシネマ上映館で3D映画の上映を可能とする上映技術。プロジェクタ内部のフィルタホイールで分光した映像を、対応メガネを通して視聴することで、映像が立体化して見える。高価なシルバースクリーンではなく、一般的なホワイトスクリーンを使用可能。また一回の投資で済む上に年間ライセンス料が不要で、コスト削減が可能。
DOLBY VISION for Theater
2015年に発表された4K映画の上映を可能とする上映技術。
DOLBY VISION for Home
DOLBY CINEMA
- ドルビー・アトモスとドルビー・ビジョン、2種類の技術を搭載した上映システム。現在までに改装型、新築型、PLF複合型の3種類が存在する。

### マトリックスデコード再生技術
一般的な環境でも再生できるステレオ音声にサラウンド音声を重畳する技術である。エンコーダ側で左と右のチャンネルに位相を変化させたサラウンド音声を埋め込んでおき、デコーダで位相に着目してサラウンド音声を復元する方法である。
ドルビーサラウンド（アナログ/デジタル）
ドルビーステレオを一般家庭用にした技術。ビデオやレーザーディスク、カセットテープなどの2.0chステレオのみ記録できる媒体に、アナログの3.0chサラウンド（フロント2chとリア1ch）を記録させることができる。専用のデコーダーや機材の無い場合は通常の2.0chステレオ、機材のある場合は3.0chサラウンドを再生させることができる。'90年代に入ってからはTVゲームにも採用された。民生用でドルビーサラウンドが主流の時代には家庭にサラウンド環境が整っていなかったため、ごく一部のユーザのみが体験できたフォーマットであった。
代表作は『スーパーダライアス』（PCエンジン）、『ジュラシックパーク』（スーパーファミコン）、『パラサイト・イヴ』（PlayStation）、『スターツインズ』（NINTENDO 64）など。
ドルビープロロジック（アナログ/デジタル）
ドルビーサラウンドの3.0chサラウンドを、4.0chサラウンド（フロント3chとリア1ch）に変換する技術。ドルビーサラウンドとの違いは、「2.0chステレオから位相的に3.0chサラウンド信号成分を抽出するだけの簡易型技術」がドルビーサラウンド、「ロジック（方向性強調）回路により、隣接チャンネルの分離度を高めるよう4.0chサラウンドに変換する技術」がドルビープロロジックである。
ドルビープロロジックII/IIx/IIz
さらに技術を向上させたプロロジックII（2.0chステレオを5.1chサラウンドに拡張）、プロロジックIIx（2.0chステレオや5.1chサラウンドを7.1chサラウンドに拡張）、プロロジックIIz（2.0chステレオや5.1ch～7.1chまでのサラウンドを9.1chサラウンドに拡張）が順次追加されている。
ドルビープロロジックIIは当初はデコード（再生）側だけで5.0ch/5.1ch/6.1ch化する再生オンリーの技術であったが、ドルビープロロジックIIにおいて、ゲーム用に音声を最適化するドルビープロロジックIIインタラクティブエンコード技術が開発された。このエンコード技術を用いて、マルチチャンネル音声を2ch音声としても再生できる音声の一部としてマトリックスエンコードし、それをドルビープロロジックII(又はドルビープロロジックIIx/IIz)でデコードする事で、エンコード無しの場合に比べて制作者の意図をより大きく反映する事が可能となった。
なお、このエンコード技術を用いて制作されたゲームソフト（PS2、PSP、Wii、GC）にはドルビープロロジックIIのロゴが表記されている。
ドルビーサラウンド(DOLBY ATMOS for Home版)
2.0chや5.1ch、7.1chのコンテンツをホームシアター機器のサラウンド環境に合わせてアップミックスし再生する次世代のサラウンドテクノロジー。ドルビーサラウンドはドルビーアトモスを再生できるシステムだけではなく、従来のスピーカーレイアウトにも互換性がある。

### バーチャル技術
ドルビーバーチャルスピーカー
2本のスピーカー（2chステレオ）で5.1chサラウンドを体験することができる技術。
ドルビーヘッドフォン
部屋でのスピーカー再生をシミュレートし、ヘッドフォン（2chステレオ）で5.1chサラウンドを体験することができる技術。ヘッドフォンに起こりがちな頭内定位が解消される利点があり、一部のMDプレーヤーやAVアンプ、PC用DVD/Blu-ray Disc再生ソフト、ほとんどのコードレスサラウンドヘッドフォンに搭載されている。
DOLBY ATMOS for Headphone
DOLBY DIMENSION

### 携帯機器向けサラウンド技術
ドルビーモバイル
携帯電話やスマートフォン、タブレット端末で高音質な動画や音楽の視聴を可能にする技術。一部製品ではワンセグ放送の音声をヘッドフォン接続時でバーチャル5.1chサラウンド化が可能。
日本ではNTTドコモのシャープと富士通、LGエレクトロニクス、NECカシオMCの携帯電話・スマートフォン・タブレット、ソフトバンクモバイルのHTC、シャープ、富士通MC製のスマートフォン、au（KDDI・沖縄セルラー電話連合）の富士通MC、シャープ製のスマートフォン・タブレットにそれぞれ搭載されている。
2018年現在では、ドルビーオーディオまたはドルビーアトモスという名称が用いられており、従来のドルビーモバイルとは異なり、パソコン向けのドルビーアドバンストオーディオに改良を加えたものが使用されている。搭載機種は富士通ではスマートフォンとタブレット、シャープ、サムスン、ファーウェイ、ZTE、ソニーのスマートフォン、NEC、レノボのタブレット等となっている。

### パソコン向けサラウンド技術
ドルビーホームシアター
PCの内蔵スピーカーやヘッドフォンでのサラウンドサウンド、音声周波数特性の補整、圧縮音源の音質向上、低音効果の向上、ドルビープロロジックIIx、音声をリアルタイムでドルビーデジタルに変換する機能を搭載。
ドルビーアドバンストオーディオ
ヘッドフォンでのサラウンドサウンド、音声周波数特性の補整、圧縮音源の音質向上、低音効果の向上機能を搭載。ドルビーホームシアターの機能削減版。
2017年現在、ドルビーオーディオという名称が用いられている。
ドルビーサウンドルーム
5.1chスピーカーシステムがないような場合での2chステレオサウンド変換再生、強力で高度なデジタル信号処理テクノロジを搭載。ネットブックにも採用されている。
ドルビーアトモス
2017年春のWindows 10の大型アップデート『Creaters Update』から備わったヘッドフォン、対応するスピーカー専用の立体音響機能の1つ。別途アクセスするためのアプリから購入、または体験版を導入する事で使用が可能。ただし上記とは仕様が異なり、Xboxを用いたゲームアプリやNetflix等対応するアプリでのみ使用可能（音量調整画面にて「Dolby Atmos for Headphone」の文字が表示される）

### 記録用音声技術
ドルビーデジタルレコーディング
DVDレコーダーやHDD内蔵ビデオカメラで、2.0chステレオを「ドルビーデジタル」の圧縮信号で記録出来るフォーマット。
ドルビーデジタルステレオクリエーター
2.0chステレオを圧縮信号で記録できるフォーマットで、音声トラックを編集可能。
ドルビーデジタル5.1クリエーター
5.1chサラウンドを比較的容易に記録できるフォーマット。DVDオーサリングソフト、DVDレコーダー、5.1chサラウンド記録対応ビデオカメラ等に採用されている。